# ایزو ۳۱۰۰۰
ایزو ۳۱۰۰۰ (به انگلیسی: ISO 31000) خانواده‌ای از استانداردهای مدیریت ریسک است که توسط سازمان بین‌المللی استانداردسازی تنظیم شده‌است و هدف آن ایجاد اصول و راهنمایی‌های عمومی در مدیریت ریسک است.
سازمان بین‌المللی استاندارد همچنین استاندارد ایزو ۲۱۵۰۰ را در هماهنگی با ایزو ۲۰۰۹ :۳۱۰۰۰ تنظیم کرده‌است.

## مدیریت ریسک
استاندارد ایزو ۲۰۰۹ :۳۱۰۰۰ لیستی را به قرار زیر برای مدیریت ریسک ارئه می‌کند.
1. اجتناب از ریسک با تصمیم بر عدم شروع یا ادامه عملیاتی که به افزایش ریسک می‌انجامد
2. قبول یا افزایش ریسک جهت بدست آوردن فرصتها
3. حذف منبع ریسک
4. تغییر احتمال اتفاق
5. کاهش اثرات و عواقب اتفاق
6. تقسیم ریسک با دیگران و بین طرفین و ذکر آن در قرارداد و هم در امور مالی
7. رتبه بندی ریسک با تصمیم‌های آگاهانه